# 양정자
양정자는 대한민국의 인권운동가이다. 법률구조사업과 가족법 개정운동에 참여했다. 한국가정법률상담소에서 33년 동안 재직하며 대한민국 내외로 40여 개의 지부를 개설했다. 1999년 대한가정법률복지상담원을 창립했다. 그 때 한국가정법률상담소 퇴직금으로 받은 5000만 원 전액과 부모에게서 물려받은 땅 49,600㎡(약 15,000평)을 대한가정법률복지상담원에 기부했다. 법률구조 분야에서 활동한 53년 동안 16만 건이 넘는 상담을 했다.

## 학력
- 이화여자대학교 법학과 학사학위
- 이화여자대학교 법학과 석사학위(가족법)
- 원광대학교 법학과 박사학위(사회보장법)

## 경력
- 대한가정법률복지상담원 원장

## 상훈
- 국민훈장 석류장
- 인권유공자상